# Volontaires de l'Ardèche
 (15 avril 2019).

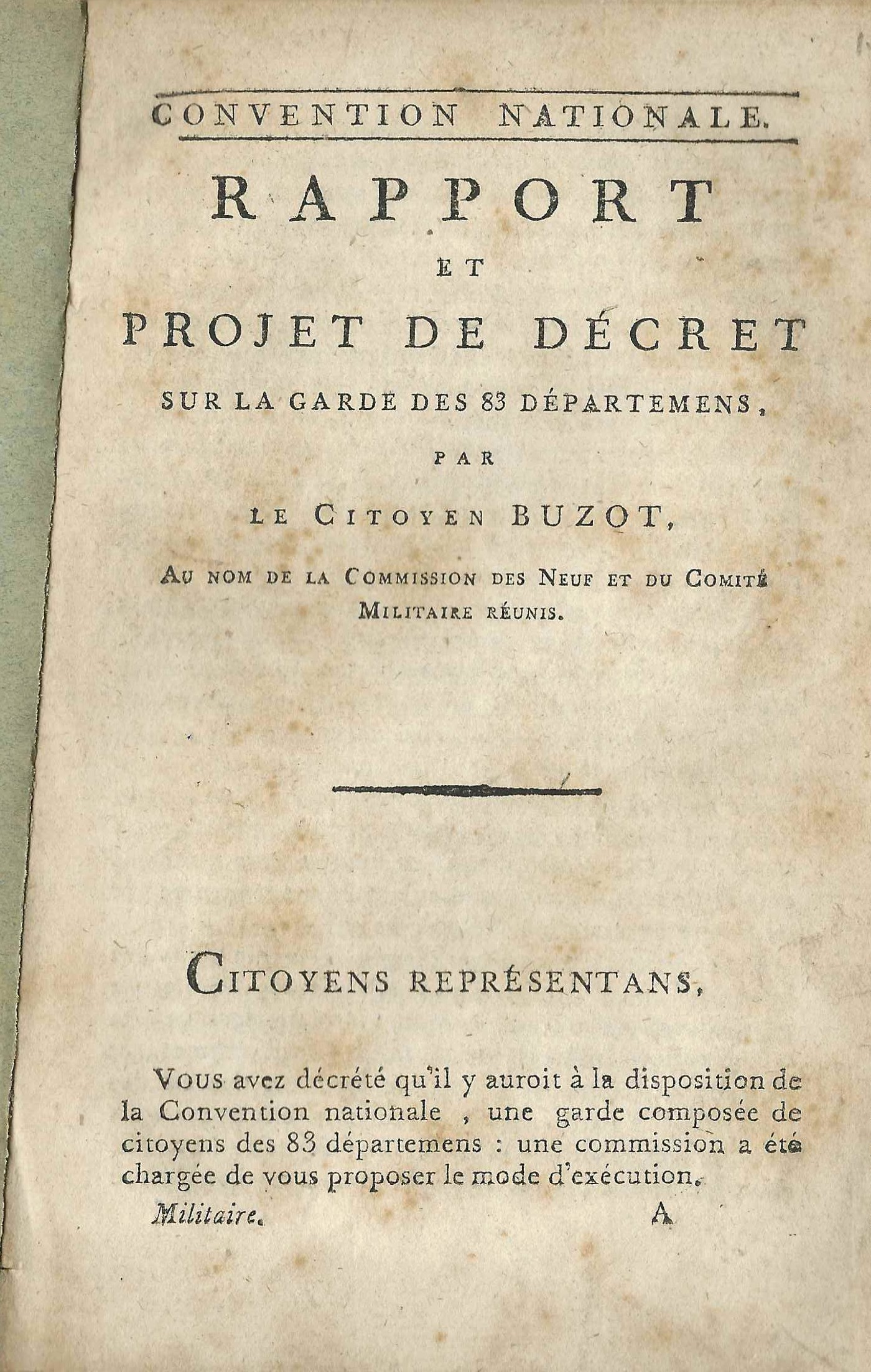
Projet de Buzot

Les Volontaires de l'Ardèche désignent un groupe de personnes engagées, formé à Privas le 1er juillet 1791, qui ont participé activement aux combats pour défendre les idéaux républicains durant la Révolution française.
Originaires principalement du département de l'Ardèche, ces volontaires se sont mobilisés pour soutenir les armées révolutionnaires face aux menaces internes et externes. Leur engagement a été marqué par des valeurs de liberté et d'égalité, et ils ont joué un rôle significatif dans plusieurs batailles clés.

## Histoire
La révolution rend obligatoire l'inscription de chaque citoyen sur des listes de la garde nationale
Pendant les années 1791 à 1793, les menaces s'accumulent aux frontières et en Vendée, des coalitions se forment, les gouvernements doivent faire appel à des volontaires de plus en plus nombreux avant d'utiliser la conscription.
En juillet 1791, d'Allamel de Bournet donne des instructions aux maires du district du Tanargue, faisant bien la distinction entre ceux qui rejoignent l'armèe et ceux qui sont volontaires restant dans leurs foyers moyennant 3 sols par jour et pouvant être appelés en cas de besoin.
Cent ans après la révolution, dans son ouvrage Les Volontaires de l'Ardèche, 1792-1793, Henry Vaschalde, note que dès février 1791, à Bourg-Saint-Andéol puis à Annonay en juin 1791, des sociétés révolutionnaires lèvent et financent des volontaires.

### L'appel de volontaires

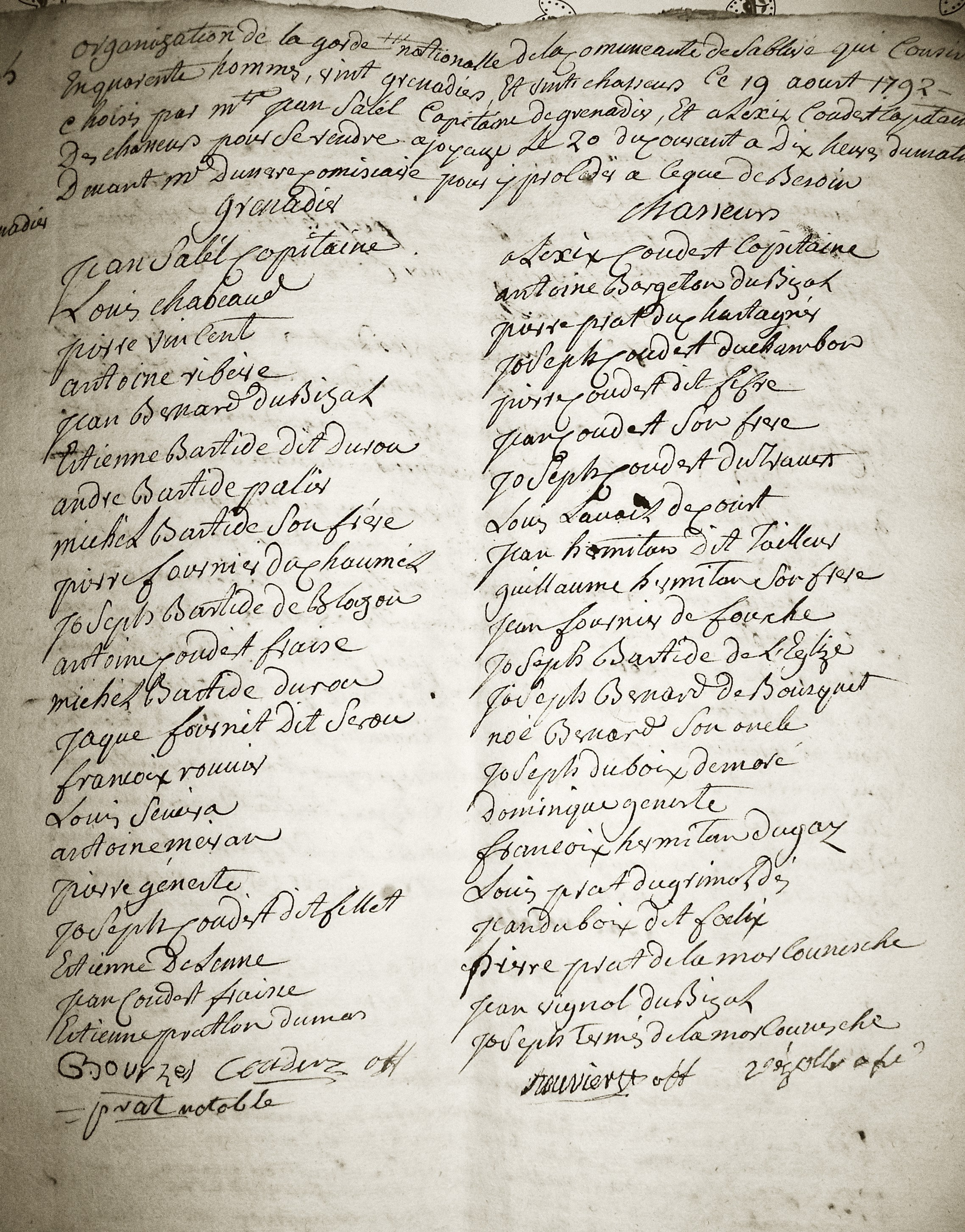
1792- Volontaires de Sablières (première liste)

Dans sa séance du 2 juillet 1792, le Directoire de l'Ardèche appelle à la levée de seize compagnies dans les différents cantons. Les onze hommes de plus grande taille de chacune de ces compagnies étaient désignés pour former la compagnie de grenadiers.
Ainsi furent formés, dans un premier temps, deux bataillons de huit compagnies et une compagnie de grenadiers chacun, puis quatre autres bataillons et un bataillon de grenadiers.

#### Premier bataillon
Formé à Privas le 1er juillet 1791.
État-major
- Honoré-Louis Massol : 1er lieutenant-colonel
- Reymond-Pillou Bressan : 2e lieutenant-colonel
- François Lavalette : quartier-maître
- Personnalités : François Lejeune, capitaine des grenadiers, futur général.

Ce bataillon rejoignit l'Armée des Alpes, participa au siège de Lyon. Amalgamé ensuite à la 70e demi-brigade.

#### Second bataillon
Formé à Privas le 1er juillet 1792.
État-major
- Jean Henri Antoine Murol : premier lieutenant-colonel
- Jean Alléon : 2e lieutenant-colonel
- Jean Duret : quartier-maître
- Christophe Garnier : chirurgien-major
- Antoine Lenoir : capitaine des grenadiers.

Ce bataillon fut dès sa création envoyé à Joyeuse et participe à la répression du troisième Camp de Jalès. Il rejoint ensuite l'Armée des Alpes, participe au siège de Lyon. Il est ensuite amalgamé à la 55e demi-brigade.

#### Troisième bataillon
Formé à Privas le 28 janvier 1792.
État-major
- François Laurent Sellier : 1er lieutenant-colonel
- Antoine Louis : 2e lieutenant-colonel
- Pierre Augustin Boissin : quartier-maître
- Philippe Auguste Destret : chirurgien-major.

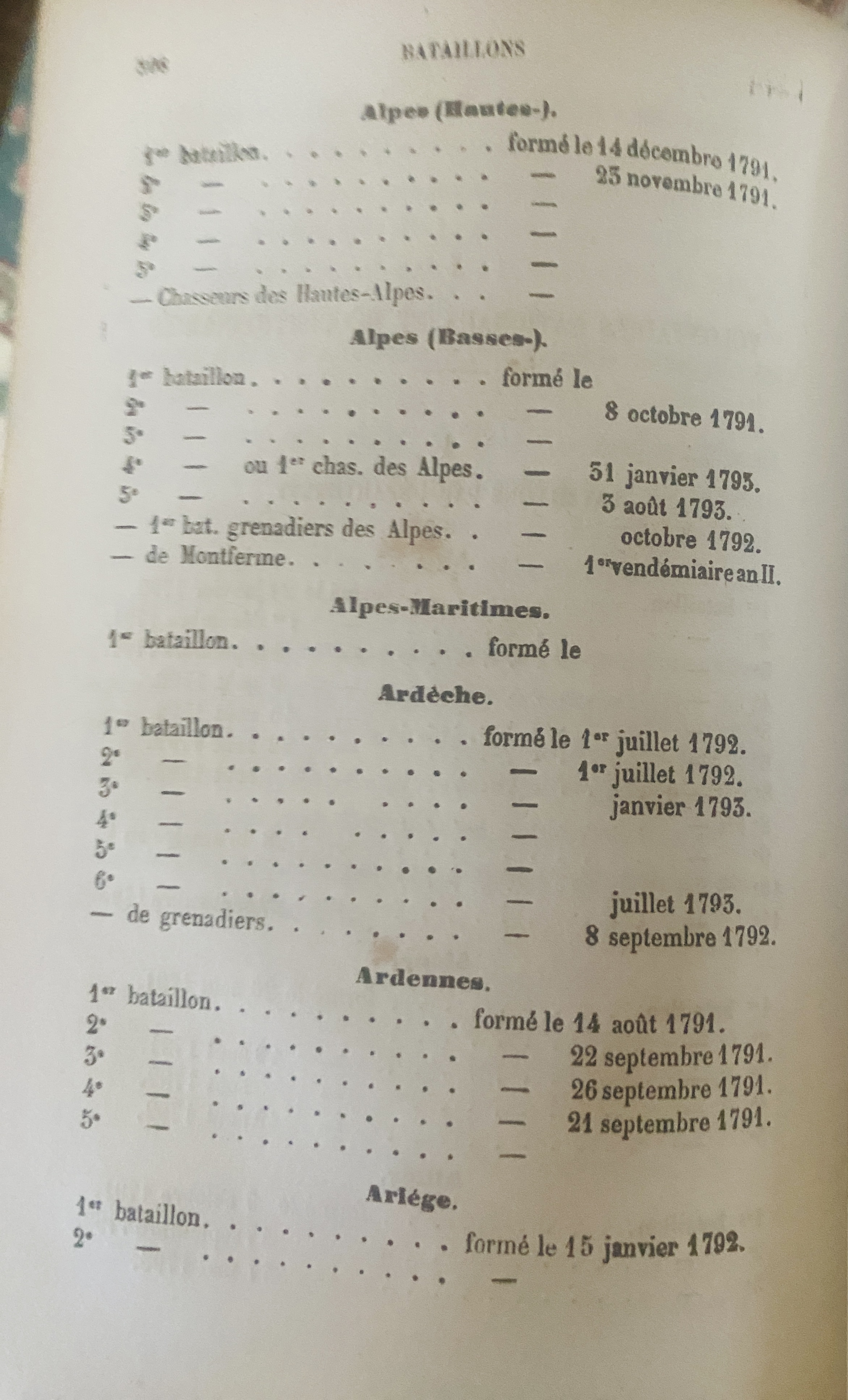
Extrait du livre de Camille Rousset : "Conscrits de 1791-1792".

#### Bataillon de Grenadiers
Formé à Aubenas et à Tournon, le 12 septembre 1792.
État-major
- Pierre-Joseph Voutier : 1er chef de bataillon
- Jean-Louis Sonier : 2e chef de bataillon
- Jean-Baptiste Molère : quartier-maitre
- Claude Barré : chirurgien-major
- Pierre Ratier : adjudant-major.

Sous les ordres du capitaine Guy Laprade un bataillon de Grenadiers du Coiron fut formé. Ce bataillon de Grenadiers fut envoyé à Mayence.

#### Quatrième bataillon
Formé le 20 septembre 1793 à Bourg-Saint-Andéol.
État-major

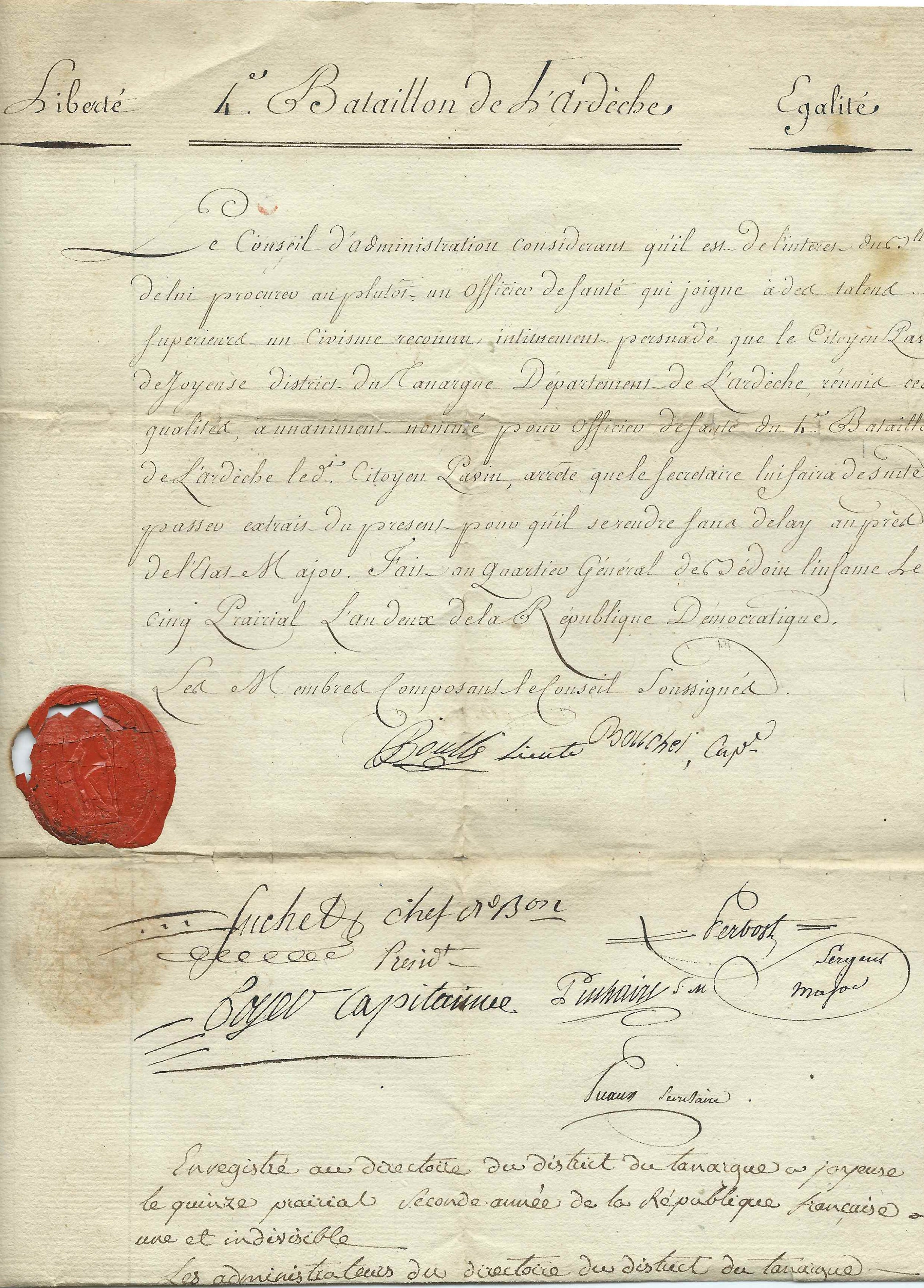
Signé par Suchet, futur Maréchal de France, ordre de rejoindre son bataillon pour un officier de santé du 4e bataillon des volontaires de l'Ardèche.

- Louis Gabriel Suchet : chef commandant
- Puaux : quartier-maître
- Jérôme : adjudant-major
- Pavin : chirurgien-major
- Personnalités :Louis-Gabriel Suchet, Pavin, maire de Joyeuse[5].

Le quatrième bataillon participa au siège de Toulon, puis à la répression sans pitié d'événements contre-révolutionnaires. Il forma ensuite avec le 5e et 6e bataillons la Légion Helvienne de l'Armée des Pyrénées

#### Cinquième bataillon
Formé à Aubenas le 12 frimaire an II (2 décembre 1793).
État-major
- Pierre Prinsac : commandant
- Laurent Bergeron : chirurgien-major.

Ce bataillon prit le nom de Côtes-du-Rhône.

#### Sixième bataillon
Formé à Aubenas le 15 frimaire An II (12 décembre 1793).
État-major
- Michel : chef de bataillon
- Pierre Lagarde : capitaine
- Lissidor Lamotte : capitaine
- Claude Juge : capitaine
- Victor Folard : capitaine
- Louis Garde : capitaine.

Ce bataillon prit le nom de Mont-libre. Amalgamé à la 7e demi-division.

### Les Légions
Le 15 juillet 1792, les états-majors du district du Mézenc décident la formation de trois légions :
- la légion de la Cance (Frachon, commandant en chef);
- la légion du Doux (Bleyzac, commandant en chef);
- la légion de l'Eyrieux (Mirabel, commandant en chef).

La Légion des Montagnards, formée à Marseille le 9 septembre 1793, sur l'initiative de la Société populaire d'Annonay faisait partie de la 4e demi-brigade de seconde formation.
La Légion helvienne fut formée à Montpellier par le représentant Boisset le 22 nivôse An III, à partir des 5e, 6e et 7e (?) bataillons.

### Amalgame et embrigadement des bataillons
Lors de la constitution des armées révolutionnaires et de l'Empire, différents amalgames des troupes régionales eurent lieu.
En premier amalgame :
- Avec le premier bataillon des Landes , le 2e bataillon du 15e régiment(Aquitaine ), le 1er bataillon de l'Ardèche forme la 70e demi-brigade.
- Avec le 1er bataillon du 28e régiment (Maine) le 2e bataillon et le 3e bataillon de grenadiers de l'Ardèche forment la 55e demi-brigade.
- Le 4e bataillon forme la 211e demi-brigade avec le 4e de Haute-Loire et le 5e de Corrèze.
- Le 1er bataillon du Mont Blanc, le 1er bataillon de grenadiers des Alpes (Basses-Alpes) et le 5e bataillon de l'Ardèche forment la 5e demi-brigade provisoire.
- Le 1er bataillon du Gard, le second du Vaucluse et le 6e de l'Ardèche rejoignent la 7e demi-brigade.
- La demi-brigade de l'Ardèche comprend les grenadiers du 1er bataillon, et les 6èmes bataillon du Lot (dit de l'égalité ) et du Gers.
- La légion de la Montagne et des Sociétés populaires fit partie de la 4e demi-brigade de deuxième formation.